# Сантос, Серхио
Се́рхио Са́нтос Ферна́ндес (исп. Sergio Santos Fernández; род. 3 января 2001, Леганес, Испания) — испанский футболист, защитник клуба «Реал Мурсия».

## Клубная карьера
Серхио начинал карьеру в скромной команде «Перес Гальдос». В 2010 году защитник вошёл в систему «Леганеса», откуда 2 года спустя он перебрался в академию мадридского «Реала». В составе юношеской команды «сливочных» Серхио выиграл юношескую лигу УЕФА в сезоне 2019/20. В следующем сезоне он был переведён во вторую команду клуба — «Кастилью». Защитник дебютировал за неё 18 октября 2020 года в матче Сегунды B против «Лас Росас». Всего в своём первом сезоне на взрослом уровне защитник сыграл в 22 встречах третьей лиги Испании.
В сезоне 2021/22 Серхио стали привлекать к матчам первой команды «Реала». Он дебютировал в её составе 22 сентября 2021 года в матче Примеры против «Мальорки», заменив Начо Фернандеса на 80-й минуте. 21 июля 2022 года на правах аренды перешел в клуб «Мирандес» до конца сезона 2022/23. Дебютировал 13 августа в матче против «Спортинг Хихон», заменив Рауля Парра на 82-й минуте.
Летом 2023 года подписал однолетний контракт с «Реал Мурсия».

## Международная карьера
В 2017 и 2019 годах Серхио представлял Испанию на юношеском уровне, отыграв в общей сложности 3 матча. В 2019 году он провёл 5 встреч в составе молодёжной сборной Испании (до 20 лет).

## Достижения
«Реал Мадрид»
- Победитель Юношеской лиги УЕФА (1): 2019/20